# Cronos
Cronos ist ein mexikanischer Horrorfilm aus dem Jahr 1993, der zwar Vampir- und Zombiemotive aufgreift, allerdings weniger auf Schockelemente setzt, sondern stärker auf die Beziehung der Protagonisten untereinander eingeht. Regie führte Guillermo del Toro.

## Handlung
Jesus Gris ist Antiquitätenhändler. Er lebt mit seiner Frau Mercedes und seiner Enkelin Aurora, die nie ein Wort spricht. In seinem Geschäft ist wenig Betrieb, so dass ihm Zeit zum Spielen mit seiner Enkelin bleibt. Nur ein einziger Kunde sucht offensichtlich eine bestimmte Statue. Aus einer von diesem Mann untersuchten Engelsstatue kriechen kurz darauf Kakerlaken. Jesus schaut nach und entdeckt in deren Sockel einen geheimnisvollen, etwa faustgroßen, käferartigen, goldfarbenen Apparat. Als er ihn an einer Feder aufzieht, krallt sich dieser fest und sticht Jesus in die Hand. Jesus nimmt den Käfer mit zu sich nach Hause und setzt ihn sich, süchtig geworden, mehrmals an. Er fühlt sich dadurch jünger und dynamischer, entwickelt jedoch ein Verlangen nach Blut.
Am nächsten Morgen findet er seinen Antiquitätenladen durchsucht und verwüstet vor. Auf dem Tisch liegt die Visitenkarte von Angel, dem grobschlächtigen Neffen des todkranken Industriellen De la Guardia. Angel hat zuvor für seinen Onkel die nun leere Engelsstatue gekauft und offensichtlich den Apparat gesucht. Diesem Industriellen ist vor geraumer Zeit das Notizbuch eines Alchemisten aus dem 16. Jahrhundert in die Hände gefallen, und nun ist er verzweifelt auf der Suche nach Cronos, dem lebensverlängernden Apparat.
Jesus Gris sucht De la Guardia auf und wird über die Existenz des Notizbuches in Kenntnis gesetzt. Er will Cronos aber nicht hergeben.
Darum wird er von Angel niedergeschlagen, sterbend in ein Auto gesetzt und eine Klippe hinuntergerollt.
Kurz vor seiner Feuerbestattung erwacht Jesus aufgrund der Wirkung von Cronos wieder zum Leben. Er sieht seine eigene Todesanzeige und versucht vergeblich, mit seiner Frau Kontakt aufzunehmen. Aurora lässt Jesus ins Haus und versteckt ihn tagsüber in ihrer Spielzeugtruhe.
In der Nacht machen sich die beiden auf, um das Notizbuch des Alchemisten zu holen. Sie werden von De La Guardia ertappt, der schließlich von Aurora niedergeschlagen wird. Gierig trinkt Jesus das auslaufende Blut. Der alarmierte Angel verfolgt die beiden. Es kommt zum Kampf auf einem Fabrikdach. Dabei stürzt sich Jesus mit Angel in die Tiefe. Aurora kann Jesus wiederbeleben, indem sie ihm Cronos ansetzt. Er spürt nach dem Erwachen wieder seinen Blutdurst und ist im Begriff, seine Enkelin anzufallen. Doch im letzten Moment beginnt diese zu sprechen, sie sagt „Opa“. Daraufhin zerstört Jesus Cronos und ohne dessen lebensverlängernde Wirkung stirbt er bald darauf.

## Synchronisation
Die deutsche Synchronfassung entstand bei der Hermes Synchron, Potsdam. Freimut Götsch schrieb das Dialogbuch und führte Regie.
| Rolle                | Darsteller           | Synchronsprecher       |
| -------------------- | -------------------- | ---------------------- |
| Jesus Gris           | Federico Luppi       | Friedrich Schoenfelder |
| Angel de la Guardia  | Ron Perlman          | Jan Spitzer            |
| Dieter de la Guardia | Claudio Brook        | Otto Mellies           |
| Mercedes Gris        | Margarita Isabel     | Sabine Sebastian       |
| Tito, der Präparator | Daniel Giménez Cacho | Thomas Nero Wolff      |
| Bestatter            | Juan Carlos Colombo  | Freimut Götsch         |

## Budget
Zum damaligen Zeitpunkt war dies der teuerste mexikanische Film. Das Budget wurde von 1,5 Mio. auf 2 Mio. Dollar erhöht; und damit die Ausgaben nicht zu massiv steigen, stimmte Ron Perlman einer Kürzung seiner Gage zu.

## Hintergrundwissen
- Der Name des Alchemisten ist dem Pseudonym Fulcanelli entliehen, unter dem in den 1920er Jahren zahlreiche alchemistische Schriften veröffentlicht wurden.
- Die Requisiten des Films wurden gestohlen. Der Regisseur besitzt lediglich Kopien.
- Die Rolle des „Jesus Gris“ war ursprünglich für Max von Sydow geschrieben worden.
- Die mechanischen Objekte und die Spezialeffekte wurden von der Firma „Necropia“ hergestellt, die damals Del Toro gehörte.
- Del Toro hatte bereits 1984 mit dem Drehbuch begonnen. Der Arbeitstitel lautete Vampire of the Grey Dawn.
- Zu Beginn des Films ist ein Parkverbotsschild zu sehen, das ursprünglich für die Olympischen Spiele 1968 angefertigt wurde. Die Szene wurde auf einem großen Boulevard in Mexiko-Stadt gedreht, dem „Eje Central Lazaro Cardenas“.
- Perlmans Spanisch war derart schlecht, dass sich der Regisseur genötigt sah, das Drehbuch in einem Punkt zu ändern. Spanisch war fortan nicht mehr Angels Muttersprache. Er war nun ein amerikanischer Auswanderer. Perlman spielte auch in Del Toros späteren Filmen Blade II, Hellboy, Hellboy – Die goldene Armee und Pacific Rim mit.

Quelle:

## Cameo
Del Toros Ehefrau ist in einer Szene kurz zu sehen. Sie führt einen Hund aus.

## Kritik
Lexikon des internationalen Films: Packend inszenierter und gut gespielter Horrorfilm in Gestalt einer modernen Vampir-Variante, der das Thema um die Dimension des „Faust“-Stoffes zu erweitern versucht.

## Auszeichnungen
Der Film konnte 20 verschiedene Preise gewinnen, darunter einen Saturn Award in der Kategorie Best Genre Video Release.
Regisseur Guillermo del Toro wurde mit dem Golden Ariel und dem Mercedes-Benz Award ausgezeichnet.